# 2022 a tudományban
2022 a tudományban és a technológiában. 

## Csillagászat és űrkutatás
- február – Csillagászok bejelentik az eddig ismert legnagyobb rádiógalaxis  felfedezését, melyet Alcyoneusnak neveztek el.[1]
- július 12. – Közzéteszik az űrbe 2021 karácsonyán elindított, a Földtől 1,5 millió kilométerre lévő James Webb űrtávcső által készített első felvételt.[2]
- szeptember 26. – A NASA az ún. DART-program (Double Asteroid Redirection Test) keretében sikeresen módosítja egy égitest, a Dimorphos nevű aszteroida pályáját azáltal, hogy szándékosan belevezetett egy űrszondát.[3][4]
- október 31. –  Kína útnak indítja az építés alatt álló Tienkung űrállomás ('Mennyei palota') harmadik, utolsó fő modulját. A Mengtian (pinjin: Mèng Tiān, jelentése az ’Égbolt Álma’) nevű modult a Hajnan-szigeti űrközpontból Hosszú Menetelés 5B rakétával bocsátották fel.[5]

A Tienho (pinjin: Tiānhé) nevű első fő modult 2021. április 29-én, a másodikat (Ventian, pinjin: Wèntiān) 2022. július 24-én indították útnak.
- november 16. – A NASA elindítja az Artemis-program első, még ember nélküli Hold-kerülő űrrepülését. Ez az eddigi legnagyobb, 98 m magas Space Launch System (SLS) hordozórakéta első tesztrepülése. A magával vitt Orion űrhajó fedélzetén egy próbabábuval néhányszor megkerüli a Holdat mielőtt visszatérne a Földre.[6]
- november 28. – Az Orion űrhajó eléri a Földtől számított eddigi maximális távolságát, 432 210 km-t. Emberi használatra szánt űrhajó – fedélzetén egyelőre csak bábuval – soha nem került még ilyen messzire a bolygónktól.[7]
- december 11. – A tervezett időben visszatér a NASA Orion űrkapszulája. Pontosan 50 évvel korábban, 1972. december 11-én történt az Apollo–17 sikeres Holdra-szállása.[8]

## Díjak
- Nobel-díjak:[9]
  - fiziológiai és orvostudományi Nobel-díj: Svante Pääbo svéd genetikus
  - fizikai Nobel-díj: Alain Aspect francia fizikus, John Clauser amerikai fizikus és Anton Zeilinger osztrák kvantumfizikus
  - kémiai Nobel-díj: Carolyn R. Bertozzi amerikai, Morten P. Meldal dán és Karl Barry Sharpless amerikai vegyész.

## Halálozások
- április 5. – Sidney Altman kémiai Nobel-díjas (1989) kanadai-amerikai molekuláris biológus (* 1939)
- április 5. – Bjarni Tryggvason izlandi-kanadai mérnök, űrhajós (* 1945)
- május 13. – Ben Roy Mottelson amerikai születésű, 1971-től dán, amerikai fizikus (* 1926)
- július 26. – James Lovelock brit tudós, környezetvédő, aki főként a Gaia-elmélet modern kori megalkotásáról ismert (* 1919)
- szeptember 2. – Frank Drake amerikai csillagász és asztrofizikus (* 1930)
- szeptember 7. – Valerij Vlagyimirovics Poljakov szovjet űrhajós (* 1942)
- szeptember 17. – Maarten Schmidt holland csillagász (* 1929)